# Sys Bjerre
Sys Bjerre (født 15. maj 1985 i Vanløse) er en dansk singer-songwriter.
Bjerre slog igennem med hittet "Malene" i sommeren 2008. Forinden havde hun sunget duet og optrådt med Thomas Buttenschøn og været på turné med Tue West. Den 28. oktober 2008 blev det offentliggjort, at DR havde gjort hende til medvært på Boogie sammen med den daværende vært Jeppe Voldum.
Hun deltog i DR's Karriere Kanonen 2017 med bandet Duks.
Hun deltog også i Dansk Melodi Grand Prix 2020 med sangen Honestly.
Sys Bjerre er veganer. Hun dannede par med musikeren Philip Halloun fra 2008 til 2010.
Sys Bjerre har to yngre søskende, Gunhild og Bolette, og forældrene er konservatorieuddannede.

## Diskografi

### Album
| År                                                               | Album                              | Højeste placering | Certificering |
| År                                                               | Album                              | Danmark           | Certificering |
| ---------------------------------------------------------------- | ---------------------------------- | ----------------- | ------------- |
| 2008                                                             | Gør det selv                       | 1                 | - 5× Platin   |
| 2010                                                             | All In                             | 5                 | - Guld        |
| 2012                                                             | Sys                                | 6                 |               |
| 2015                                                             | Alle mine fejl                     | —                 |               |
| 2021                                                             | Lad os lave noget smukt før vi dør | —                 |               |
| "—" markerer en udgivelse der ikke opnåede en hitlisteplacering. |                                    |                   |               |

### Singler
| År                                                               | Single                               | Højeste placering | Certificering | Album                              |
| År                                                               | Single                               | Danmark           | Certificering | Album                              |
| ---------------------------------------------------------------- | ------------------------------------ | ----------------- | ------------- | ---------------------------------- |
| 2008                                                             | "Malene"                             | 1                 | - 3× Platin   | Gør det selv                       |
| 2008                                                             | "Kegle"                              | 3                 | - Platin      | Gør det selv                       |
| 2008                                                             | "Det'cember"                         | 22                | - Guld        | ikke-album single                  |
| 2009                                                             | "Tag dig sammen" (featuring UFO)     | —                 |               | ikke-album single                  |
| 2010                                                             | "Alle mine veninder"                 | 5                 | - Guld        | All In                             |
| 2010                                                             | "Kære farmor – Du som er i Herlev"   | 34                |               | All In                             |
| 2012                                                             | "Sku' ha' gået hjem"                 | 33                |               | Sys                                |
| 2012                                                             | "Hey Vanessa"                        | —                 |               | Sys                                |
| 2015                                                             | "Monogame dyr"                       | —                 |               | Alle mine fejl                     |
| 2015                                                             | "Verden i HD"                        | —                 |               | Alle mine fejl                     |
| 2020                                                             | "Lad os lave noget smukt før vi dør" | —                 |               | Lad os lave noget smukt før vi dør |
| 2021                                                             | "Befri Willy"                        | —                 |               | Lad os lave noget smukt før vi dør |
| 2021                                                             | "Rigtig Forkert"                     | —                 |               | Lad os lave noget smukt før vi dør |
| 2021                                                             | "Ladies Night"                       | —                 |               | Lad os lave noget smukt før vi dør |
| "—" markerer en udgivelse der ikke opnåede en hitlisteplacering. |                                      |                   |               |                                    |

som featuring artist
| År   | Single                                             | Album                |
| ---- | -------------------------------------------------- | -------------------- |
| 2011 | "Luftkasteller" (Sebastian featuring Sys Bjerre)   | Øjeblikkets mester   |
| 2012 | "På vej" (Magtens Korridorer featuring Sys Bjerre) | Spil noget vi kender |